# Роберт (король Неаполя)
Роберт Мудрый (итал. Roberto il Saggio; 1276 — 20 января 1343) — король Неаполя и граф Прованса в 1309—1343 годах из Анжуйской династии (Анжу-Сицилийский дом).

## Наследник неаполитанского престола
Третий сын Карла II, короля Неаполя в 1285—1309 годах, и Марии Венгерской.

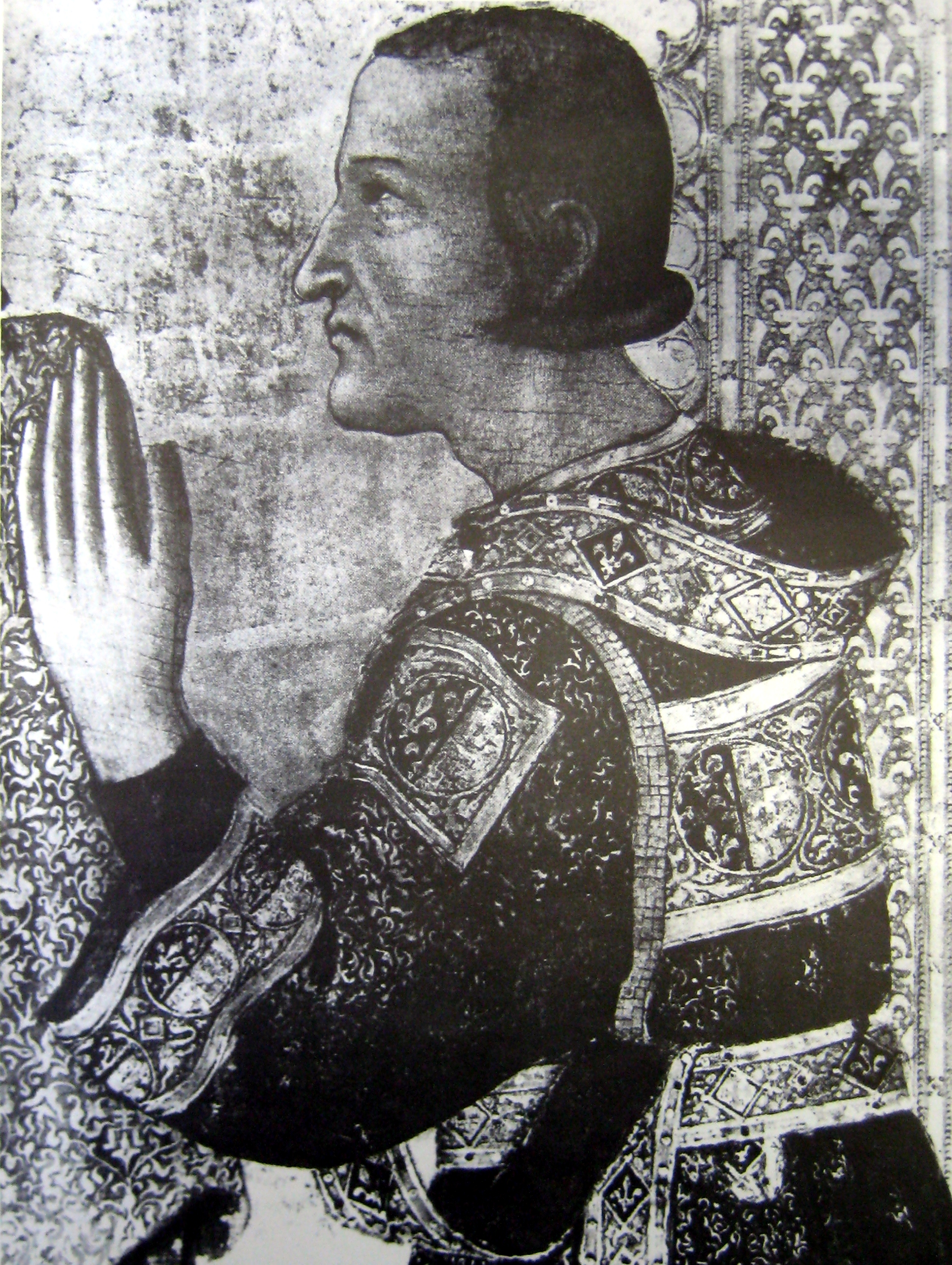
Св. Людовик Тулузский коронует Роберта (Симоне Мартини)

У Роберта было два старших брата Карл Мартелл и Людовик. Людовик избрал духовную стезю, стал епископом Тулузы. Карл Мартелл, унаследовав от своей матери права на престол Венгрии, после смерти короля Ласло IV вступил в борьбу за венгерскую корону, был коронован, но умер, не добившись желаемого. Сын Карла Мартелла Карл I Роберт продолжил борьбу за Венгрию, добился короны, но был вынужден пожертвовать ради этого своими династическими правами в Неаполе. Таким образом, Роберт, будучи третьим сыном, стал в итоге наследником Карла II.
Когда при посредничестве папы был заключён мир в Ананьи (1295 год), по которому Хайме II Арагонский отказывался от Сицилии в пользу Анжуйской династии, Роберт женился на Иоланде, сестре Хайме II. Но подписанный мир и заключённый брак не принесли Роберту Сицилии: сицилийцы не признали произошедшей за их спиной передачи острова из рук в руки и избрали своим королём Федериго II, младшего брата Хайме II. По договору в Калтабеллоте (1302 год) Карл II и Роберт признали Федериго II пожизненным королём Сицилии, что фактически означало их отказ от продолжения борьбы за остров.

## Царствование в Неаполе и борьба с гибеллинами в Италии
Роберт, вступив на престол Неаполя в 1309 году, оказался на долгие годы главным вождём партии гвельфов в Италии.
В 1311—1313 годах Роберт воевал с императором Генрихом VII, по примеру императоров X—XII веков решившим добиться реальной власти в Италии. В мае 1312 года Генрих VII, временно смирив ломбардские города, вступил в Рим. Но правый берег Тибра с собором святого Петра находился под контролем неаполитанских войск под командованием Иоанна Ахайского, брата Роберта, и Генрих VII не смог сломить их сопротивления. В результате Генрих VII короновался в Сан-Джованни-ди-Латерано 22 июля 1312 года и покинул Рим навсегда.
После смерти Генриха VII 24 августа 1313 года Роберт продолжил войну с гибеллинами в Северной Италии. В 1317 году папа Иоанн XXII за заслуги Роберта перед Святым престолом возвёл его в сан сенатора Рима. В последующие годы Роберт добился подчинения Генуи (1318) и Брешии (1319).
В 1328 году Роберт успешно противостоял следующему императору Людвигу Баварскому, а в 1330 году нанёс поражение сыну Генриха VII Иоанну Богемскому, вынудив его покинуть Италию.

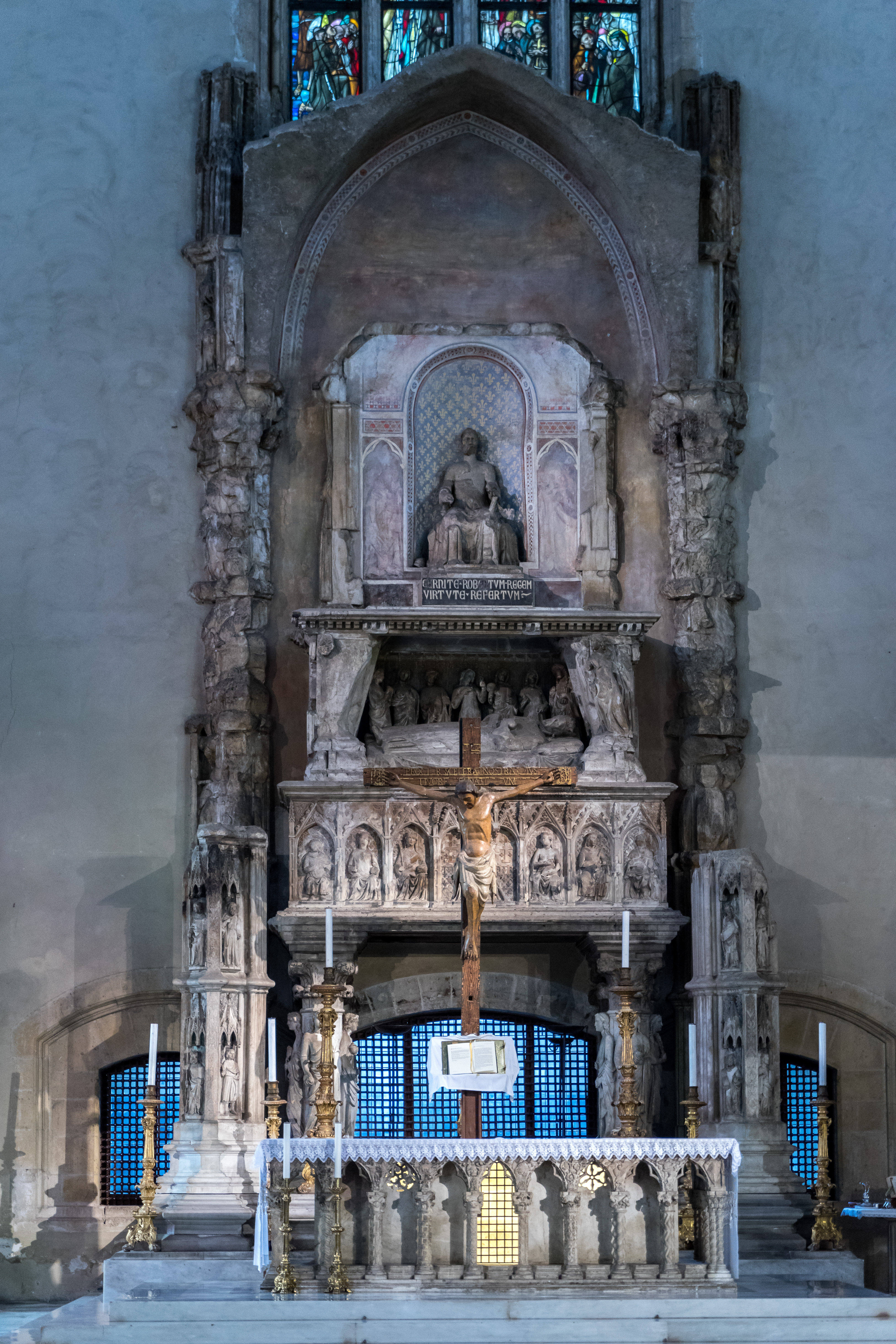
Гробница Роберта в Санта-Кьяра

## Роберт и Возрождение
Роберта высоко ценили Петрарка и Боккаччо как высокообразованного монарха и покровителя искусств. Петрарка добивался чести выступить перед Робертом перед тем, как направиться в Рим для получения венка на Капитолийском холме в 1341 году. Он же посвятил Роберту поэму «Африка», увидевшую свет уже после смерти как короля, так и автора.

## Семья и наследники
Роберт был женат дважды.
От своей первой жены Иоланды Арагонской (1273—1303), дочери Педро III, короля Арагона (с 1276) и Сицилии (с 1282), Роберт имел двух сыновей:
1. Карл Калабрийский (1298—1328), герцог Калабрии и наследник престола, умерший раньше отца и оставивший после себя несколько дочерей. Одна из них Джованна I (1328—1382) стала преемницей Роберта на неаполитанском престоле.
2. Людовик (1301—1310).

Вторым браком Роберт был женат на другой принцессе из Арагонского дома — Санче (1285 — 28 июля 1345), дочери короля Майорки Хайме II (1243—1311), о детях от этого брака нет сведений.
Предполагается, что от внебрачной связи с графиней Аквино имел дочь Марию Аквино, которую вывел влюблённый в неё Боккаччо в своих произведениях под псевдонимом Фьяметта. Казнена по обвинению в соучастии в убийстве.